# Наксосский Сфинкс
Наксосский Сфинкс — колоссальная 2,22-метровая мраморная статуя Сфинкса, ныне хранящаяся в Дельфийском археологическом музее. Она изображает мифическое существо с головой женщины, грудью и внушительными крыльями хищной птицы, обращёнными вверх, и телом львицы. Сфинкс стоял на 10-метровой колонне, вершиной которой служила одна из первых ионических капителей, которая была возведена рядом с храмом Аполлона в Дельфах, религиозном центре Древней Греции, в 560 году до н. э.
Первые фрагменты колонны были извлечены из святилища храма Аполлона в Дельфах в 1860 году. Остальное было найдено в 1893 году. Первоначально Сфинкс был установлен на стеле около 560 года до нашей эры в качестве подношения храму Аполлона от Наксоса, одного из богатейших Кикладских островов того времени. Общая высота статуи, колонны и её основания достигала 12,5 метров.
Греческий сфинкс, лев с лицом женщины, считался обладателем свирепой силы и стражем, часто окружавшим входы в храмы.

## Описание
Наксосский Сфинкс покоился на колонне, увенчанной ионической капителью.
Колонна, возможно, была самым древним ионическим сооружением в Дельфах. Она была установлена рядом с самым священным местом в Дельфах, где по преданию Аполлон убил Пифона. Согласно традиции и мифологическому представлению, Сфинкс имел лицо женщины с загадочной улыбкой, крылья хищной птицы и тело львицы. Он был вырезан из большого куска наксосского мрамора. Прочная конструкция сочетала в себе элементы, придававшие статуе характер движения и жизненной силы, к таковым относятся детали, изображающие волосы, грудь и крылья. Они также примечательны тем, что представляют ранний пример резьбы по кругу, в отличие от рельефной резьбы, которая была распространена в то время. Монумент был полностью изготовлен из мрамора и достигал 12,45 метра в высоту. Памятник вызывал благоговейный трепет у видевших его и представлял собой типичный образец наксосской скульптуры в период её расцвета, в VI веке до н. э.
На основании монумента была сделана надпись, датируемая 328—327 годами до нашей эры, которая продлевала промантею (преимущество при обращении к оракулу) для жителей Наксоса:
ΔΕΛΦΟΙ ΑΠΕΔΩΚΑΝ ΝΑΞΙΟΙΣ ΤΑΝ ΠΡΟΜΑΝΤΗΙΑΝ ΚΑΤΤΑ ΑΡΧΑΙΑ ΑΡΧΟΝΤΟΣ ΘΕΟΛΥΤΟΥ ΒΟΥΛΕΥΟΝΤΟΣ ΕΠΙΓΕΝΕΟΣ
Дельфы предоставили жителям Наксоса право на промантею, как и прежде, во времена архонта Теолит и Эпигена Булейта.